# たきかわ農業協同組合
たきかわ農業協同組合（たきかわのうぎょうきょうどうくみあい、英称：JA Takikawa）は北海道滝川市に本所を置く農業協同組合である。略称はJAたきかわ。当農協の営業区域は 滝川市・赤平市・芦別市の空知北部の一帯である。

## 概要
1998年（平成10年）に滝川市農協、江部乙農協、赤平市農協の3つの農協の合併によって設立。
その後、2001年（平成13年）に芦別市農協と合併し営業範囲を引き継いだ。
稲作や小麦の生産が盛んである。

## 事務所の一覧
カッコ内は所在地
- 本店　（滝川市本町4丁目1-31）
- 赤平支店　（赤平市東文京町4丁目1-1）
- 芦別支店　（芦別市北4条西1丁目1-6）

## 子会社
- 株式会社JAたきかわサービス